# Dialecticopteryx cantoreanuae
Dialecticopteryx cantoreanuae är en insektsart som först beskrevs av Irena Dworakowska 1974.  Dialecticopteryx cantoreanuae ingår i släktet Dialecticopteryx och familjen dvärgstritar.
Artens utbredningsområde är Kongo. Inga underarter finns listade i Catalogue of Life.